# Михайлов, Валерий Фёдорович
Валерий Фёдорович Михайлов (род. 7 сентября 1946 года, Караганда, Казахская ССР) — советский и казахстанский журналист и писатель. Народный писатель Казахстана (2024).

## Биография
В 1969 году окончил Казахский политехнический институт им. В. И. Ленина, по специальности — горный инженер-геофизик.
В 1969—1979 годах работал литсотрудником, корреспондентом, заведующим отделом редакций газет «Вечерняя Алма-Ата», «Ленинская смена», «Казахстанская правда».
В 1979—1987 годах — заведующий отделом документальной прозы редакции журнала «Простор».
В 1987—1993 годах занимался творческой работой.
В 1993—1997 годах — собственный корреспондент по Карагандинской области, первый заместитель главного редактора газеты «Казахстанская правда».
В 1997—2003 годах — главный редактор газеты «Казахстанская правда».
В 2003—2016 годах — главный редактор журнала «Простор».

## Книги
- «Прямая речь» (1983)
- «Хроника великого джута» (1990, 1996)
- «Весть» (1991)
- «Немерцающий свет» (1996)
- «Ограда» (1999)
- «Молитвенный дым» (2003)
- «Колыбельная из-под небес» (2005)
- «Молчун-трава» (2005)
- «Золотая дремота» (2005)
- «Пыльца» (2006)
- «Годовая свеча» (2006)
- «Русский хаос» (2007)
- «Паслён» (2008)
- «Тысячелетие другое» (2008)
- «Угол сердца» (2008)
- «Звон» (2011)
- «Сердце нараспев» (2011)
- «Лермонтов» (2012, серия «Жизнь замечательных людей»)
- «Год козла» (2014)
- «Боратынский» (2015, ЖЗЛ)
- «Дымящийся свиток» (2015)
- Михайлов В. Ф., Мансуров Т. А. Нурсултан Назарбаев. — М.: Молодая гвардия, 2015. — 574[2] с.: ил. — (ЖЗЛ: Биография продолжается)
- «Заболоцкий» (2018, ЖЗЛ)
- «Тополиная ветка, или Восвояси» (2018)
- «У чёрной розы белые шипы» (2021)
- «Пустынный берег» (2023)

## Награды
- Орден «Парасат» (1996)
- Орден «Барыс» ІI степени (16 декабря 2021)
- Заслуженный деятель Казахстана (5 декабря 2014)
- Почётное звание «Народный писатель Казахстана» (23 октября 2024)[2]